# منتدى الشؤون العامة الأمريكية الفلسطينية
منتدى الشؤون العامة الأمريكي الفلسطيني (اختصارًا APAF) هو منظمة أمريكية غير ربحية تعمل في فلسطين والولايات المتحدة الأمريكية بموجب المادة 501(ج)(3) من القانون الأمريكي. أسسه الدكتور زاهي مصري، ويهدف المنتدي إلى محاولة تعزيز مصالح الفلسطينيين في الولايات المتحدة الأمريكية.

## أهدافه
يعمل المنتدى وفق قانون منظمة 501(c)(3) الأمريكي، والذي يُنظم إنشاء وعمل المنظمات غير الربحية في الولايات المتحدة الأمريكية. ويعمل المنتدى على تعزيز قيم اللاعنف والديمقراطية في الشرق الأوسط، إضافة إلى الترويج لحل الدولتين باعتباره الحل الأفضل للصراع الإسرائيلي الفلسطيني. يسعى منتدى الشؤون العامة الأمريكي الفلسطيني (APPAF) جاهداً لتحسين العلاقات بين الشعبين الفلسطيني والأمريكي في أمريكا، وحشد الدعم الشعبي لأهدافهم.
يذكر موقع المنتدى على الإنترنت، أنه يأمل في الضغط على القادة السياسيين الأمريكيين لتطبيق قرارات مجلس الأمن التابع للأمم المتحدة المتعلقة بإقامة دولة فلسطينية مستقلة في الضفة الغربية وقطاع غزة.

## مؤسسه
كان مؤسس المنتدى وأول رئيس له هو الدكتور زاهي مصري، وهو فلسطيني (مواليد رام الله عام 1935 م وتوفي في الولايات المتحدة عام 2023 م)، ودرس الطب في القاهرة، ثم انتقل إلى الولايات المتحدة الأمريكية في الستينيات، وانخرط في أعمال تعليمية وخيرية.

## وصلات خارجية
- الموقع الرسمي.